# Lagunes

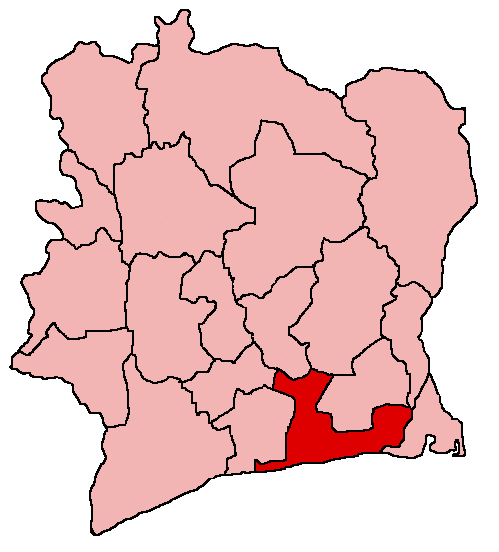
Poloha regionu Lagunes na mapě Pobřeží slonoviny

Lagunes byl jedním z 19 regionů republiky Pobřeží slonoviny, které existovaly do roku 2011, kdy proběhla reorganizace územně-správního členění státu. Jeho rozloha činila 14 200 km², v roce 2002 zde žilo 4 210 200 obyvatel. Hlavním městem regionu byl Abidžan.
V roce 2011 byl sloučen s regionem Agnéby do distriktu Lagunes, zároveň z něj byl vyčleněn departement Abidžan jako autonomní disktrikt.